# Klakring
Klakring er en mindre dansk by beliggende i Østjylland, cirka to kilometer vest for Juelsminde i Hedensted Kommune. Med sine 1.098 indbyggere er byen Danmarks 371. største by (2011).
Klakring og nærmeste område omfatter blandt andet et sogn, et forsamlingshus og en kirke.